# Рейнвардт, Каспар Георг Карл
Каспар Георг Карл Рейнвардт (нидерл. Caspar Georg Carl Reinwardt, 5 июня 1773 — 6 марта 1854) — нидерландский ботаник, профессор ботаники, зоолог, профессор физики, натуралист (естествоиспытатель) немецкого происхождения. Основатель и первый директор Богорского ботанического сада.

## Биография
Каспар Георг Карл Рейнвардт родился 5 июня 1773 года. 
Он был профессором ботаники и профессором физики в Лейдене. По приглашению колониальной администрации Нидерландской Ост-Индии прибыл в 1816 году на Яву, где в 1817 году основал Богорский ботанический сад — изначально назывался «Национальный бейтензоргский ботанический сад» (нидерл. S'Lands Plantentiun te Buitenzorg; Бейтензорг — голландское название Богора) — и был его первым директором до 1822 года.
Каспар Георг Карл Рейнвардт умер 6 марта 1854 года.

## Научная деятельность
Каспар Георг Карл Рейнвардт специализировался на папоротниковидных, Мохообразных и на семенных растениях. 

## Избранные научные работы
- Tijdschrift voor Natuurk. Wetensch. en Kunsten. Amsterdam 1810—1812.
- Redevoering van C.G.C. Reinwardt. Amsterdam 1823[8].
- Ueber die natürliche Fruchtbarkeit der ostindischen Inseln, besonders von Java, und über die wahrscheinliche Ursache derselben. 1827.
- Über den Charakter der Vegetation auf den Inseln des indischen Archipels. Berlin 1828[9].
- Über das Entstehen von Kalk und das Wachsthum der Muscheln und Korallenbänke in tropischen Meeren. 1831.
- Über die Art und den Ursprung der eßbaren Vogelnester auf Java. 1838.
- Plantae Indiae Batavae Orientalis. Leiden 1856[10].